# Магиерат (Алба)
Магиерат (рум. Măghierat) насеље је у Румунији у округу Алба у општини Охаба. Oпштина се налази на надморској висини од 351 m.

## Становништво
Према подацима из 2002. године у насељу је живело 8 становника, од којих су сви румунске националности.